# Горелов, Илья Наумович
Илья́ Нау́мович Горе́лов (1928—1999) — российский филолог, доктор филологических наук (1977), профессор кафедры немецкой филологии Саратовского Государственного Университета с 1982 года, один из крупнейших отечественных специалистов по психолингвистике.
Изучал проблемы онтогенеза сознания, билингвизма, невербальной коммуникации. Занимался также проблемами немцев Поволжья.

## Сочинения
- Горелов И. Н. Избранные труды по психолингвистике. — М.: Лабиринт, 2003. ISBN 5-87604-025-8.
- Горелов И. Н., Седов К. Ф. Основы психолингвистики. — М., 1997.
- Горелов И. Н., Енгалычев В. Ф. Безмолвный мысли знак. Рассказы о невербальной коммуникации. — М.: Мол. гвардия, 1991.
- Горелов И. Н. Вопросы теории речевой деятельности. Психолингвистические основы искусственного интеллекта. — Таллин: Валгус, 1987.
- Горелов И. Н. Разговор с компьютером. Психолингвистический аспект проблемы. — Москва: Наука, 1987.
- Горелов И. Н. Невербальные компоненты коммуникации. — М.: «Наука», 1980.